# Pleasant Springs
Die Town of Pleasant Springs ist eine von 34 Towns im Dane County im US-amerikanischen Bundesstaat Wisconsin. Im Jahr 2010 hatte die Town of Pleasant Springs 3154 Einwohner.
Town hat in Wisconsin eine grundlegend andere Bedeutung als im übrigen englischsprachigen Bereich. Vielmehr entspricht sie den in den anderen US-Bundesstaaten üblichen Townships, die nach dem County die nächstkleinere Verwaltungseinheit bilden.
Das Gebiet der Town of Pleasant Springs ist Bestandteil der Metropolregion Madison.

## Geografie
Die Town of Pleasant Springs liegt im Süden Wisconsins, im südöstlichen Vorortbereich der Hauptstadt Madison. Der am Mississippi gelegene Schnittpunkt der drei Bundesstaaten Wisconsin, Iowa und Minnesota liegt rund 205 km westnordwestlich; nach Illinois sind es rund 65 km in südlicher Richtung.
Die Koordinaten des geografischen Zentrums der Town of Pleasant Springs sind 42°58′19″ nördlicher Breite und 89°11′25″ westlicher Länge. Sie erstreckt sich über eine Fläche von 92,2 km², die sich auf 86,4 km² Land- und 5,8 km² Wasserfläche verteilen.
Die Town of Pleasant Springs liegt im Südosten des Dane County und grenzt an folgende Nachbartowns und selbständige Gemeinden:
| Town of Blooming Grove | Town of Cottage Grove                       | Town of Deerfield  |
| Town of Dunn           | Kompassrose, die auf Nachbargemeinden zeigt | Town of Christiana |
| City of Stoughton      | Town of Dunkirk                             | Town of Albion     |

## Verkehr
Durch den Norden der Town of Pleasant Springs führen auf einer gemeinsamen Strecke die Interstates 39 und 90. Daneben führen noch die County Highways  B, N und MN durch die Town. Alle weiteren Straßen sind untergeordnete Landstraßen oder teils unbefestigte Fahrwege.
Durch den Südwesten der Town verläuft eine Eisenbahnstrecke der Wisconsin and Southern Railroad (WSOR), einer regionalen (Class II) Frachtverkehrsgesellschaft. Der einzige Personenzug der Region ist der von Chicago zur Westküste verkehrende Empire Builder von Amtrak, der in Madison hält.
Der nächste Flughafen ist der Dane County Regional Airport in Madison (25 km nordwestlich).

## Bevölkerung
Nach der Volkszählung im Jahr 2010 lebten in der Town of Pleasant Springs 3154 Menschen in 1193 Haushalten. Die Bevölkerungsdichte betrug 36,5 Einwohner pro Quadratkilometer. In den 1193 Haushalten lebten statistisch je 2,64 Personen.
Ethnisch betrachtet setzte sich die Bevölkerung zusammen aus 97,3 Prozent Weißen, 0,4 Prozent Afroamerikanern, 0,2 Prozent amerikanischen Ureinwohnern, 0,8 Prozent Asiaten sowie 0,1 Prozent aus anderen ethnischen Gruppen; 1,2 Prozent stammten von zwei oder mehr Ethnien ab. Unabhängig von der ethnischen Zugehörigkeit waren 1,2 Prozent der Bevölkerung spanischer oder lateinamerikanischer Abstammung.
22,2 Prozent der Bevölkerung waren unter 18 Jahre alt, 64,2 Prozent waren zwischen 18 und 64 und 13,6 Prozent waren 65 Jahre oder älter. 49,7 Prozent der Bevölkerung war weiblich.
Das mittlere jährliche Einkommen eines Haushalts lag bei 89.167 USD. Das Pro-Kopf-Einkommen betrug 40.062 USD. 4,2 Prozent der Einwohner lebten unterhalb der Armutsgrenze.

## Ortschaften in der Town of Pleasant Springs
Neben Streubesiedlung existiert in der Town of Pleasant Springs mit Kegonsa noch eine gemeindefreie Siedlung.